# Onofrio Abbate
Onofrio Abbate, dal 1882 Abbate Pascià (Palermo, 29 febbraio 1824 – Il Cairo, 11 ottobre 1915), è stato un medico, naturalista e scrittore italiano.

## Biografia
Laureatosi in medicina, allievo di un noto oculista del tempo, Socrate Polara, divenne un valido oftamologo , coltivando, nello stesso tempo, interessi letterari: tra i quali alcune poesie e un libretto teatrale per un oratorio Il giudizio universale del maestro Pietro Raimondi.  
Nel 1845 emigrò in Egitto, dove diventò direttore dell'ospedale governativo di Alessandria e ricevette diversi incarichi pubblici. Nel 1869 partecipò assieme al fratello Tommaso all'inaugurazione del canale di Suez. Ci ha lasciato un gran numero di scritti trattanti la medicina, le condizioni fisiche e sanitarie dell'Egitto, la storia delle scienze e specialmente la geografia e l'archeologia egiziane.

## Opere
- Un basso-rilievo di Beni-Hassan. Interpretazioni medico archeologiche di Onofrio Abbate, Palermo, Poligr. Empedocle, 1843.
- Il giudizio universale. Parole di Onofrio Abbate, musica del maestro Pietro Raimondi, Palermo, Tipografia di F. Lao, 1848.
- Sul cholera-morbus nel 1848. Teoremi e pensieri, Cairo, Stamperia egiziana, 1848.
- La neutralisation quarantenaire du Canal de Suez, Le Caire, Imprimerie nouvelle F. Barbier, 1887.
- De la prétendue sphéricité de la Terre connue des anciens Égyptiens, Le Caire, [s. n.], 1893.
- Il genio e l'obbiettivo di Colombo in rapporto alle condizioni geografiche contemporanee dell'Egitto, Napoli, De Angelis-Bellisario, 1893.
- Riproduzioni di errori dopo 50 secoli nella medicina odierna. Note storico-critiche, Napoli. Stabilimento tip. De Angelis-Bellisario, 1894.
- L'Egitto e la Sicilia nei loro antichi rapporti. Nuove ricerche. Conferenza data alla Società di storia patria il dì 3 settembre 1899, Palermo, Stabilimento tip. Virzi, 1899.
- Le Soudan sous le règne du Khédive Ismail. Notes d'une décade historique, 1868-1878, Le Caire, [s. n.], 1905.
- Aegyptiaca,  Le Caire, F. Votta, 1909.